# Castleton Square
Castleton Square is het grootste en een van de drukste winkelcentra in de Amerikaanse staat Indiana. Het werd in 1972 gebouwd door Edward J. DeBartolo Sr. in het noordoosten van Indianapolis en is in bezit van Simon Property Group. De grootste winkels in het winkelcentrum zijn Dick's Sporting Goods, J.C. Penney, Macy's, Von Maur en Sears. Voor Dick`s bevindt zich een groot gedeelte waar kinderen kunnen spelen, en een food court, deze gedeeltes zijn populaire ontmoetingsplekken.

## Geschiedenis
Na het succes van Lafayette Square Mall in het noordwesten van de stad plande DeBartolo twee nieuwe maar gelijkwaardige winkelcentra in Indianapolis, een daarvan was Castleton Square. De werkzaamheden begonnen in 1970 en in 1972 opende het winkelcentrum met vier anchorstores (grote winkels). In 1990 werd de bouw begonnen van een vierde anchorstore aan de zuidzijde van het winkelcentrum. L.S. Ayres opende een winkel in het centrum in 1992 en een zesde anchorstore en food court werd toegevoegd in 1999.